# Zeus (Mount Olympus Water & Theme Park)
Zeus im Mount Olympus Water & Theme Park (Wisconsin Dells, Wisconsin, USA) ist eine Holzachterbahn des Herstellers Custom Coasters International, die am 7. Juni 1997 eröffnet wurde.
Die 884 Meter lange Strecke erreicht eine Höhe von 27 Metern und besitzt einen 26 Meter hohen First Drop, auf dem der Zug eine Höchstgeschwindigkeit von 97 km/h erreicht. Einige kleinere Airtime-Hügel führen unter den Lifthill von Hades 360.

## Züge
Zeus besitzt einen Zug des Herstellers Philadelphia Toboggan Coasters mit jeweils fünf Wagen. In jedem Wagen können vier Personen (zwei Reihen) Platz nehmen.